# Edward Everett
Edward Everett (Dorchester (Massachusetts), 11 april 1794 - Boston (Massachusetts), 15 januari 1865) was een Amerikaans politicus, predikant en diplomaat. Hij was gouverneur van Massachusetts, minister van Buitenlandse Zaken en lid van de Senaat en het Huis van Afgevaardigden.

## Levensloop

### Jeugd en studietijd
De vader van Everett was dominee en overleed toen zijn zoon 8 jaar oud was. Op 13-jarige leeftijd ging Everett studeren aan Harvard. Vier jaar later studeerde hij af. Op initiatief van zijn dominee volgde hij vervolgens de opleiding tot predikant. In 1812 werd hij geïnstalleerd als predikant. Twee jaar later werd hij benoemd tot professor in de Griekse literatuur aan Harvard. Daarmee gepaard kreeg hij de mogelijkheid om twee jaar door Europa te reizen. Zo bezocht hij Londen en de belangrijkste Nederlandse steden. Hij belandde in het Duitse Göttingen en studeerde daar verschillende talen aan de lokale universiteit. Everett behaalde in 1817 een Ph.D. en was daarmee de eerste Amerikaan die deze graad ontving.
Van Harvard kreeg Everett toestemming nog twee jaar langer in Europa te blijven en bezocht onder andere Berlijn, Constantinopel en Parijs, voordat hij in 1819 terugreisde naar de Verenigde Staten. In Europa ontmoette hij onder andere de Pruisische diplomaat Wilhelm von Humboldt en de prominente Engelse abolitionist William Wilberforce.

### Afgevaardigde
Terug in de Verenigde Staten ging hij doceren aan Harvard. Hij werd hoofdredacteur van de North America Review, een bekend literatuurmagazine. Een preek die hij hield tijdens een dienst in het Capitool droeg bij aan zijn groeiende bekendheid. Die groeiende bekendheid hielp hem om in 1824 gekozen te worden in het Huis van Afgevaardigden. Als Afgevaardigde behoorde Everett tot de Nationale Republikeinse Partij die onder leiding stond van John Quincy Adams en Henry Clay Hij steunde Clays' "Nationale Systeem" dat de invoering van onder andere invoertarieven en een nationale bank voorstond.
Everett meest controversiële handeling in het Congres vond plaats tijdens een debat over een amendement op de Grondwet. De voorstanders van dit amendement wilden dat het Congres niet zou moeten beslissen over de uitkomst van de presidentsverkiezingen, zoals het geval was geweest in 1824. Everett keerde zich tegen het amendement, maar de meeste kritiek kreeg hij voor zijn opmerkingen over slavernij. Hij zei dat "het Nieuwe Testament stelt dat slaven hun meesters moeten gehoorzamen". Ook schaarde hij zich achter de passage in de Grondwet waarin staat dat slaven maar voor drie vijfde zouden worden meegeteld bij het vaststellen van de afvaardiging per staat. Everett werd in de kranten in zijn thuisstaat fel bekritiseerd en deze uitlatingen bleven hem de rest van zijn politieke carrière achtervolgen.

### Gouverneur van Massachusetts
Na vier keer herkozen te zijn verliet Everett het Congres in 1835. In november 1835 stelde hij zich namens de Whig-partij (die was voortgekomen uit de Nationale Republikeinse Partij) kandidaat voor het gouverneurschap van Massachusetts en werd gekozen. Als gouverneur was Everett verantwoordelijk voor de introductie van een staatscommissie die als doel had het onderwijs op de scholen te verbeteren en het creëren van opleidingsscholen voor de docenten. Dit systeem was gebaseerd op het Pruisische onderwijssysteem waar Everett gedurende zijn periode in Europa kennis mee had gemaakt. Dit systeem werd daarna overgenomen door verschillende andere staten.
Tijdens Everetts' periode als gouverneur werd het railsysteem van Worchester aangesloten op dat van de staat New York. Verder bemiddelde hij bij grensconflicten tussen de staat Maine en de Britse (tegenwoordig Canadese) provincie New Brunswick. Maine had zich in 1820 afgesplitst van Massachusetts als gevolg van het Missouri-compromis. Er was al een aantal jaren een conflict tussen beide landen over het precieze verloop van de grens. Een bemiddelingsvoorstel van de Nederlandse koning werd door de Verenigde Staten niet geaccepteerd. Everett stelde in 1838 president Martin van Buren voor een speciale commissie in te stellen om tot een definitieve oplossing te komen voor het conflict.
Afschaffing van de slavernij en het tegengaan van de alcoholconsumptie namen een steeds prominentere plaats in als twistpunt op het politieke toneel. Everetts' standpuntbepaling en die van zijn partij legden de basis voor zijn verkiezingsnederlaag in 1839.

### Ambassadeur in Groot-Brittannië
Na zijn vertrek als gouverneur reisde Everett met zijn familie verschillende maanden door Europa. Partijgenoot William Henry Harrison won in 1840 de verkiezingen en benoemde hem als Amerikaans ambassadeur in Groot-Brittannië. In deze functie legde hij de basis voor het Webster-Ashburton-akkoord. Dit akkoord tussen de VS en Groot-Brittannië zorgde voor een definitief einde aan de discussie over het precieze verloop van de noordoostelijke grens tussen de Verenigde Staten en Canada.
De Britse marine nam voor de Afrikaanse kust ook veel Amerikaanse slavenschepen in beslag. In Groot-Brittannië was de slavernij namelijk inmiddels afgeschaft. Amerikaanse eigenaren van de schepen die ten onrechte waren beschuldigd van medeplichtigheid bij de slavenhandel dienden met behulp van Everett als ambassadeur een verzoek in tot schadevergoeding. Vooral door de inzet van Everett werden deze verzoeken vaak ingewilligd. Everett stapte in 1845 op als ambassadeur toen de Democraat James Polk Harrison opvolgde als nieuwe president.

### President van Harvard
Terug in de Verenigde Staten kreeg de oud-ambassadeur de positie als president van de Harvard Universiteit aangeboden. Hij accepteerde het aanbod, maar beleefde weinig vreugde aan zijn nieuwe positie. De universiteit stond er financieel slecht voor en Everett was niet erg populair onder de studenten. In 1848 stapte hij op.

### Minister van Buitenlandse Zaken
Partijgenoot Millard Fillmore won de presidentsverkiezingen in datzelfde jaar. Everett keerde terug in de politiek. In de eerste jaren werkte hij als adviseur voor de minister van Buitenlandse Zaken Daniel Webster. Toen deze in oktober 1852 overleed benoemde de president Everett als diens opvolger. Op dat moment was regering al demissionair (Engels: Lame duck), omdat er inmiddels een nieuwe president was gekozen. Als minister van Buitenlandse Zaken weigerde Everett in de stemmen met een Brits-Frans akkoord om de Spaanse zeggenschap over Cuba te erkennen.

### Senator
Op verzoek van leiders van zijn partij stelde Everett zich in 1852 ook kandidaat voor de Senaat en werd gekozen. Hij was tegenstander van uitbreiding van de slavernij naar het nieuwe Noordwestterritorium, maar vreesde ook dat de harde opstelling van de abolitionistische beweging zou leiden tot het uiteenvallen van de Unie. Hij was tegen de Kansas-Nebraska Act. Deze wet voorzag in de organisatie van de territoria Kansas en Nebraska. Tevens werd het zogenaamde Missouri Compromise van 1820 herroepen en kregen de inwoners van beide toekomstige staten de mogelijkheid om zelf te beslissen over de eventuele toelating van de slavernij. Everett vond het afschuwelijk dat de vraag of slavernij wel of niet moest worden ingevoerd door middel van een volksstemming moest worden beantwoord. Hij miste vanwege gezondheidsproblemen een essentiële stemming. Dat kwam hem op stevige kritiek te staan van de anti-slavernijbeweging. Vanwege zijn afkeer van het radicalisme van deze beweging was zijn tegenstand tegen de wet uiteindelijk maar zwak. Dat kwam hem opnieuw op veel kritiek te staan. Vanwege gezondheidsproblemen verliet hij na een jaar de Senaat.

### Laatste jaren
In de jaren daarna zette hij zich onder andere in voor het behoud van het woonhuis van Amerika's eerste president George Washington. Hij maakte zich ook zorgen over de groeiende kloof tussen het noorden en zuiden van de VS. Het conflict kwam tot een climax tijdens de verkiezingen van 1860 toen de Republikein en voorstander van afschaffing van de slavernij Abraham Lincoln tot president werd gekozen. Een groep voormalige Whigs-leden benaderden Everett om zich kandidaat te stellen voor het presidentschap, maar uiteindelijk nomineerden zij John Bell met Everett als zijn kandidaat voor het vicepresidentschap. Uiteindelijk schaarden slechts 39 kiesmannen zich achter het duo.
Na de verkiezing van Lincoln scheidde verschillende zuidelijke staten zich af. Na de afscheiding schaarde Everett zich achter de politiek van Lincoln van wie hij aanvankelijk geen hoge dunk had. Bij de opening van de militaire begraafplaats in Gettysburg, Pennsylvania hield hij een toespraak hoe groepen die in voorgaande burgeroorlogen recht tegen over elkaar stonden zich na de oorlog toch met elkaar wisten te verzoenen. Na de toespraak van Everett volgde een toespraak van Abraham Lincoln. Deze toespraak kwam bekend te staan als het Gettysburg Address.
Jefferson ·
Randolph ·
Pickering ·
Marshall ·
Madison ·
Smith ·
Monroe ·
Adams ·
Clay ·
Van Buren ·
Livingston ·
McLane ·
Forsyth ·
Webster ·
Upshur ·
Calhoun ·
Buchanan ·
Clayton ·
Webster ·
Everett ·
Marcy ·
Cass ·
Black ·
Seward ·
Washburne ·
Fish ·
Evarts ·
Blaine ·
Frelinghuysen ·
Bayard ·
Blaine ·
Foster ·
Gresham ·
Olney ·
Sherman ·
Day ·
Hay ·
Root ·
Bacon ·
Knox ·
Bryan ·
Lansing ·
Colby ·
Hughes ·
Kellogg ·
Stimson ·
Hull ·
Stettinius ·
Byrnes ·
Marshall ·
Acheson ·
Dulles ·
Herter ·
Rusk ·
Rogers ·
Kissinger ·
Vance ·
Muskie ·
Haig ·
Shultz ·
Baker ·
Eagleburger ·
Christopher ·
Albright ·
Powell ·
Rice ·
Clinton ·
Kerry ·
Tillerson ·
Pompeo ·
Blinken
- Bibliothèque nationale de France: cb10350926w (data)
- Catàleg d'autoritats de noms i títols de Catalunya: 981058515839806706
- CiNii: DA07561516
- Gemeinsame Normdatei: 118682849
- International Standard Name Identifier: 0000 0000 8155 3352
- Library of Congress Control Number: n85158370
- National Archives and Records Administration: 10570075
- Nationale Bibliotheek van Tsjechië: kup19980000025842
- Nationale bibliotheek van Australië: 35071998
- Nationale Bibliotheek van Israël: 987007274519805171
- Nederlandse Thesaurus van Auteursnamen: 161420109
- Réseau des bibliothèques de Suisse occidentale: 02-A016229653
- Istituto Centrale per il Catalogo Unico: TO0V432726
- SNAC: w6g844rz
- Système universitaire de documentation: 200065408
- Trove: 818217
- Biographical Directory of the United States Congress: E000264
- Virtual International Authority File: 74647197
- WorldCat: E39PBJhtbCt8pGCJHMdDh9PG73